# دهستان سه تلون
دهستان سه تلون یکی از دهستان‌های شهرستان رامهرمز در استان خوزستان ایران است که در بخش ابولفارس قرار دارد.

## جمعیت
براساس سرشماری مرکز آمار ایران در سال ۱۳۹۵، جمعیت دهستان سه تلون ۳۱۰۷ نفر (در ۷۹۴ خانوار) بوده‌است.